# Награда „Бояй“
Наградата „Янош Бояй“ е международна математическа награда, учредена от Унгарската академия на науките през 1905 година.
Наречена е на известния унгарски математик Янош Бояй, който е сред основоположниците на неевклидовите геометрии.
Наградата се връчва на всеки 5 години на математици, които през последните 10 години са публикували в монография своите оригинални, високозначими нови математически резултати.

## Носители на наградата
- 1905 –  Анри Поанкаре
- 1910 –  Давид Хилберт
- 2000 –  Сахарон Шела[2]
- 2005 –   Михаил Громов
- 2010 –   Юри Манин[3]
- 2015 –  Бари Саймън[4]